# Dallenwil
Dallenwil är en ort och kommun i kantonen Nidwalden, Schweiz. Kommunen har 1 875 invånare (2023).